# إيرنيستو كارلوس
إيرنيستو كارلوس (بالإسبانية: Ernesto Carlos)‏ هو لاعب محترف لكرة القاعدة ‏ مكسيكي، ولد في 10 مايو 1948 في سول في كوريا الجنوبية.

## روابط خارجية
- إيرنيستو كارلوس على موقع الدوري الياباني لكرة القاعدة (الإنجليزية)
- إيرنيستو كارلوس على موقع دوري كوريا الجنوبية لكرة القاعدة (الإنجليزية)